# Wilhelm Dreimann
Wilhelm Dreimann, född 18 mars 1904 i Osdorf, död 8 oktober 1946 i Hameln, var en tysk SS-Unterscharführer och dömd krigsförbrytare. Han var Rapportführer i koncentrationslägret Neuengamme och fick öknamnet "Neuengammes bödel".

## Biografi
Dreimann var ursprungligen verksam som träsnidare i Detmold. Efter att ha tjänstgjort inom polisen en kortare period blev han vakt i koncentrationslägret Neuengamme. Där var han Blockführer samt ställföreträdande lägerchef för Wittenberge, ett av Neuengammes satellitläger. Senare var han verksam i satellitlägret Salzgitter-Drütte. År 1944 utnämndes Dreimann till Rapportführer i Neuengamme. Den 30 april 1945 ledde Dreimann och Schutzhaftlagerführer Anton Thumann 700 fångar på en evakueringsmarsch från Neuengamme till Flensburg.

### Bullenhuser Damm

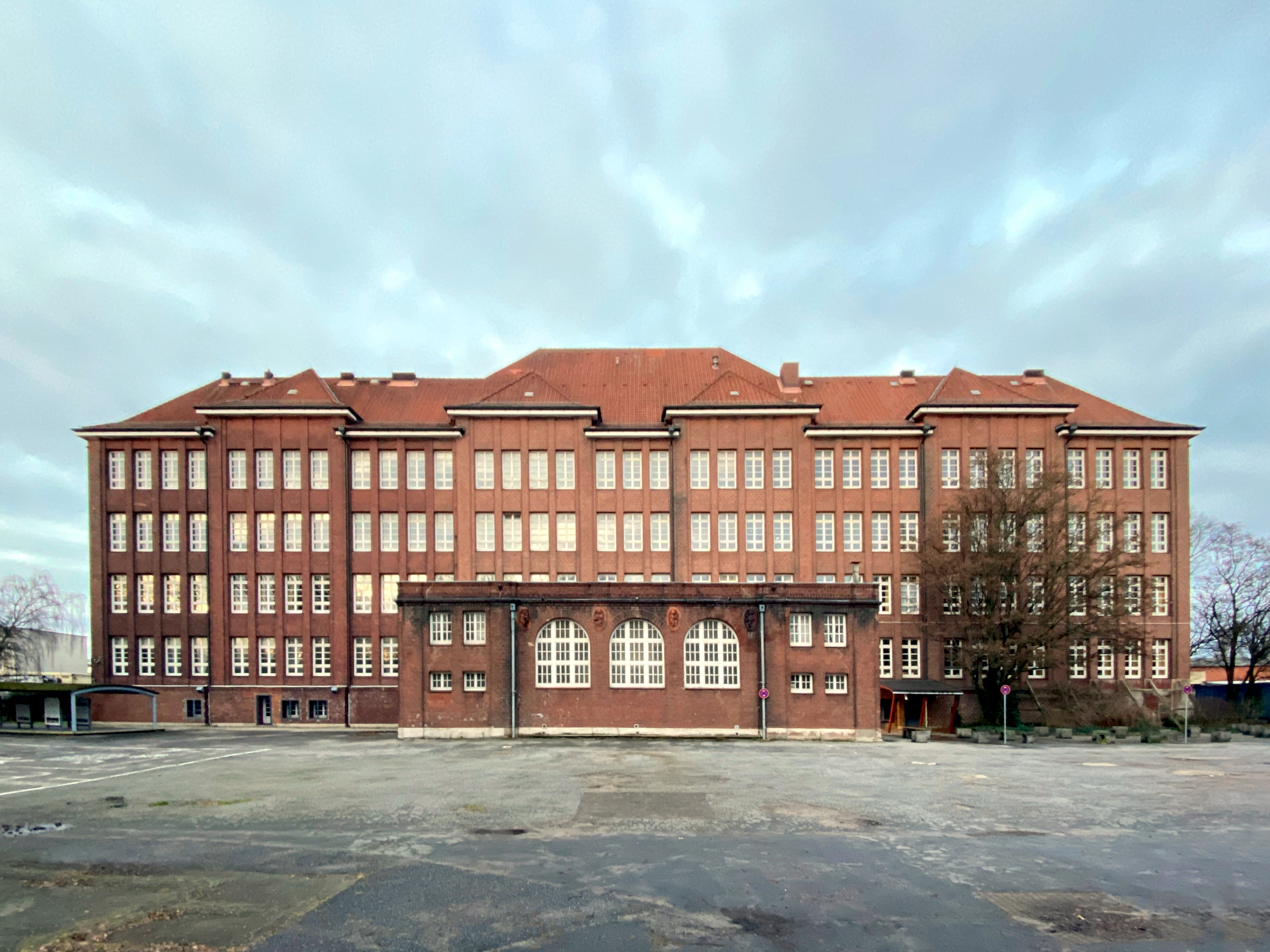
Bullenhuser Damm.

Natten den 20 april 1945, i andra världskrigets slutskede, fördes tjugo judiska barn till Bullenhuser Damm, en före detta skolbyggnad vid gatan med samma namn i Hamburg, och mördades i dess källare. Barnen hade i Neuengamme utnyttjats för medicinska experiment. Barnens fyra skötare och trettio sovjetiska krigsfångar mördades även.
Barnen kläddes av och gavs morfininjektioner av lägerläkaren Alfred Trzebinski. Därefter fördes de in i ett intilliggande rum, där de hängdes. Hängningarna verkställdes av Arnold Strippel och Johann Frahm. Driemann hängde de tre polska sjuksköterskorna som hade beledsagat barnen från Auschwitz till Neuengamme. Delaktiga i dessa mord var även Adolf Speck, Hans Friedrich Petersen och Heinrich Wiehagen.

### Rättegång
Den 18 mars 1946 inleddes Neuengammerättegången mot bland andra Dreimann, lägerkommendanten Max Pauly, Thumann, Trzebinski, Bruno Kitt och Speck. Dreimann och flera andra dömdes till döden genom hängning och avrättades den 8 oktober 1946.

### Webbkällor
- ”Die Täter: Speck, Dreimann, Wiehagen, Petersen” (på tyska) ( PDF). KZ-Gedenkstätte Neuengamme. 2011. Arkiverad från originalet den 5 juli 2014. https://www.webcitation.org/6QqOQBPnh?url=http://media.offenes-archiv.de/dunkelblau_SpeckDreimWiehagPet_01.04.11_klein.pdf. Läst 5 juli 2014.
- Schwarzberg, Günther (6 april 2005). ”Inferno und Befreiung: Zwanzig Kinder erhängen dauert lange” (på tyska). Die Zeit (2005:15). ISSN 0044-2070. Arkiverad från originalet den 5 juli 2014. https://www.webcitation.org/6QqOv7ocT?url=http://www.zeit.de/2005/15/A-Kinder. Läst 5 juli 2014.